# Dominic Fike
Dominic David Fike (Naples, 1995) é um cantor e ator norte-americano. Fike ganhou reconhecimento após publicar seus trabalhos no SoundCloud. Em 2018, lançou o extended play (EP) Don't Forget About Me, Demos, que lhe rendeu um contrato com a Columbia Records. Em 2022, Fike entrou para o elenco da segunda temporada da série 'Euphoria, interpretando Elliot, um jovem com drogadição.
Em 2022, ganhou uma indicação ao Grammy Awards de 2022 pelo álbum Justice, de Justin Bieber, como artista convidado. No mesmo ano, recebeu indicação ao prêmio de Melhor Beijo, do MTV Movie & TV Awards.